# Värsjön
Värsjön är en sjö 2,5 kilometer sydost om Skånes Värsjö i Hässleholms kommun och Örkelljunga kommun i Skåne och ingår i Helge ås huvudavrinningsområde. Sjön är 5,9 meter djup, har en yta på 2,66 kvadratkilometer och befinner sig 126 meter över havet. Sjön avvattnas av vattendraget Vieån (Osbäcken). Vid provfiske har bland annat abborre, gers, gädda och lake fångats i sjön.
Värsjön är en i stort sett opåverkad klarvattensjö i Helge ås vattensystem.

## Delavrinningsområde
Värsjön ingår i delavrinningsområde (624543-135580) som SMHI kallar för Utloppet av Värsjön. Medelhöjden är 130 meter över havet och ytan är 7,67 kvadratkilometer. Det finns inga avrinningsområden uppströms utan avrinningsområdet är högsta punkten. Vieån (Osbäcken) som avvattnar avrinningsområdet har biflödesordning 2, vilket innebär att vattnet flödar genom totalt 2 vattendrag innan det når havet efter 120 kilometer. Avrinningsområdet består mestadels av skog (52 %). Avrinningsområdet har 2,66 kvadratkilometer vattenytor vilket ger det en sjöprocent på 34,6 %.

## Fisk
Vid provfiske har följande fisk fångats i sjön:
- Abborre
- Gärs
- Gädda
- Lake
- Mört
- Sutare